# Spoorlijn Sandvika - Hønefoss
De spoorlijn Sandvika - Hønefoss ook wel Ringeriksbanen genoemd is een geplande  spoorlijn in Noorwegen tussen de plaats Sandvika gelegen in de provincie Akershus en Hønefoss gelegen in de provincie Buskerud.

## Geschiedenis
Met de aanleg van de Ringeriksbanen wordt de afstand tussen Oslo en Bergen ongeveer 60 km korter en de reistijd ongeveer 50 minuten sneller.
Het traject is voor een snelheid tot 200 km/h ontworpen voor zowel personenvervoer als goederenvervoer. Hiervoor worden de hellingen aangelegd met een stijgingspercentage van maximaal 12 ‰.
De bouw is in de periode 2015 - 2025 gepland.

## Aansluitingen
In de volgende plaatsen was of is er een aansluiting van de volgende spoorwegmaatschappijen:

### Sandvika
- Askerbanen, spoorlijn tussen Skøyen en Asker
- Drammenbanen, spoorlijn tussen Drammen en Oslo S
- Sørlandsbanen, spoorlijn tussen Stavanger en Oslo S

### Hønefoss
- Bergensbanen, spoorlijn tussen Bergen en Oslo S
- Roa-Hønefosslinjen, spoorlijn tussen Roa en Hønefoss
- Randsfjordbanen, spoorlijn tussen Drammen en Randsfjord

## Elektrische tractie
Het traject wordt geëlektrificeerd met een spanning van 15.000 volt 16 2/3 Hz wisselstroom.